# Taterillus pygargus
Taterillus pygargus é uma espécie de roedor da família Muridae.
Pode ser encontrada nos seguintes países: Níger, Senegal, possivelmente Gâmbia, possivelmente Mali e possivelmente em Mauritânia.
Os seus habitats naturais são: savanas áridas, matagal árido tropical ou subtropical, terras aráveis, pastagens e jardins rurais.